# Chaetaster vestitus
Chaetaster vestitus är en sjöstjärneart som beskrevs av Jean Baptiste François René Koehler 1910. Chaetaster vestitus ingår i släktet Chaetaster och familjen Chaetasteridae. Inga underarter finns listade i Catalogue of Life.